# My3
My3 is een meidengroep uit Polen, opgericht in oktober 2017 door het productiebureau Tako Media in samenwerking met Studio 100 als Poolse versie van K3.

## Geschiedenis
De eerste single van My3 was Mammaje. Studio 100 werkte hiervoor met een externe partner. In tegenstelling tot eerdere buitenlandse versies van K3 bracht My3 originele nummers uit in plaats van vertaalde versies van K3. My3 produceerde vier albums (met meer dan 32 originele nummers en verschillende covers van Poolse hits).
Op 16 augustus 2019 trad My3 op op het Young Choice Awards-concert (de vierde dag van het Top of the Top Festival in Sopot) met een popartiest uit Polen.
Naast muzikale activiteiten nam My3 actief deel aan sociale media, maakte de groep vlogs en twee online speelfilms, waaronder een parodie op de komedie Home Alone, en een eigen televisieprogramma dat een lokale versie was van het programma Iedereen K3 van VTM-televisie. In Polen werd het programma drie seizoenen (in totaal 74 afleveringen van het programma van 22 minuten) lang uitgezonden door Polsat - het grootste commerciële televisiestation van dit land. De uitzending van het programma vond plaats in het weekend en uiteindelijk op zaterdagochtend.  
Naast musical-, internet- en televisieactiviteiten nam het My3-team deel aan de Poolse versie van de film Misfit en organiseerde het team het kinderkamp My3Camp.
In februari 2020 kondigde My3 aan hun activiteiten te beëindigen.
In december 2022 kondigden de vocalisten van de My3-band een casting aan om hun opvolgers te kiezen en presenteerden ze het eerste materiaal sinds lange tijd, waarin ze beschrijven wat er de afgelopen 3 jaar met hen is gebeurd.
In maart 2023 werden de nieuwe leden van de band aangekondigd Aleksandra Brzuszkiewicz, Aleksandra Gwazdacz en Amelia Kuształa.  In april vindt het podiumdebuut van de nieuwe line-up   plaats tijdens een concerttour getiteld "My3 Show" over verschillende steden in Polen. Tijdens deze tour zullen de nieuwe en vorige line-up van de band samen optreden.

## Discografie

### Studioalbums
- My3 (2017)
- Podróż w czasie (2018)
- 3 (2018)
- Za3majmy radość (2019)

### Singles
- 2017 - Mammaje
- 2017 - Szkolna Sympatia
- 2017 - Kolorów Świat
- 2017 - Babcia
- 2017 - Z Nami Tańcz
- 2017 - Song Na Szczęście
- 2017 - Kosmos
- 2017 - Heyo Heyo!
- 2017 - Drodzy Rodzice
- 2018 - Wakacyjne Reggae
- 2018 - My3
- 2018 - Tęcza
- 2018 - Pidżama Party
- 2018 - Księżniczka
- 2018 - Latający Dywan
- 2018 - Anioły
- 2018 - Piękny Dzień
- 2018 - Tu I Teraz
- 2018 - IBFF
- 2018 - Przed Siebie
- 2018 - Światło
- 2018 - Jak Gwiazda
- 2018 - Przy Mnie Bądź
- 2018 - Czarodzieje
- 2018 - To Jest Mój Dom
- 2018 - Dżungla
- 2019 - Różowe Okulary (met gast Anna Wyszkoni en haar dochter Pola)
- 2019 – Twoje Słodkie Urodziny
- 2019 – Pierwszy Dzień W Szkole
- 2019 – Latawce
- 2019 – Duże Dzieci
- 2023 – Kraina Przygód

### Covers
- 2018 – Chodź Pomaluj Mój Świat
- 2018 – Odpływają Kawiarenki
- 2018 – Ciągle Pada
- 2018 – Konik Na Biegunach
- 2018 – Parostatek
- 2018 – Stan Pogody
- 2018 – Wszystko Się Może Zdarzyć
- 2019 – Czy Ten Pan I Pani
- 2019 – Łowcy Gwiazd
- 2019 – Weź Nie Pytaj
- 2019 – Anyone I Want To Be
- 2019 – Tak Smakuje Życie

## Filmografie
| Film      | Film                                    | Film                 | Film                   | Film                | Film |
| Jaar      | Productie                               | Rol Julia            | Rol Natalia            | Rol Karolina (Gefi) | Opmerking |
| --------- | --------------------------------------- | -------------------- | ---------------------- | ------------------- | --- |
| 2019      | Jestem M. Misfit                        | Julia                | Natalia                | Karolina (Gefi)     | Een verreikende rol. De My3-vocalisten speelden zichzelf, maar als scholieren. De film gebruikt de naam van de band als de naam van een van de schoolteams. |
| Specials  |                                         |                      |                        |                     | |
| Jaar      | Productie                               | Rol Julia            | Rol Natalia            | Rol Karolina (Gefi) | Opmerking |
| 2019      | Co robić w Halloween? Straszny film My3 | Julia                | Natalia                | Karolina (Gefi)     | De film werd voor Halloween uitgebracht op YouTube. |
| 2019      | Gefi sama w domu                        | Julia/inbreker Julek | Natalia/inbreker Natan | Karolina (Gefi)     | De film is een parodie op de komedie Home Alone en werd op YouTube uitgebracht om Kerstmis te vieren.                                                       |
| Shows     |                                         |                      |                        |                     | |
| Jaar      | Productie                               | Rol Julia            | Rol Natalia            | Rol Karolina (Gefi) | Opmerking |
| 2019      | My3 Koncert                             | Julia                | Natalia                | Karolina (Gefi)     | Verslag van het My3-concert in Wrocław. Dit concert werd uitgebracht op dvd.                                                                                |
| Televisie |                                         |                      |                        |                     | |
| Jaar      | Productie                               | Rol Julia            | Rol Natalia            | Rol Karolina (Gefi) | Opmerking |
| 2017-2019 | My3                                     | Julia                | Natalia                | Karolina (Gefi)     | Tv-programma is de Poolse versie van het programma Iedereen K3.                                                                                             |

## Tv-programma
Op 11 november 2017 startte het kinderprogramma My3 op de Poolse televisiezender Polsat. Het oorspronkelijke programma My3 werd in het weekend 's ochtends uitgezonden door Polsat, de grootste commerciële omroep in Polen. Het kinderprogramma dat in de jaren 2017-2018 werd uitgezonden, was de Poolse versie van het programma Iedereen K3 dat op het VTM-station werd uitgezonden.